# الشيخ علي (حلب)
الشيخ علي  قرية سوريّة تتبع إداريّاً لمحافظة حلب منطقة الأتارب ناحية أورم الكبرى، بلغ تعداد سكانها 3,139 نسمة حسب التعداد السكاني لعام 2004.